# Barilius radiolatus
Barilius radiolatus е вид лъчеперка от семейство Шаранови (Cyprinidae).

## Разпространение и местообитание
Видът е разпространен в Индия (щата Мадхя Прадеш) и Непал.
Обитава сладководни басейни, реки и потоци.